# Baleares, la isla de las maravillas
Baleares, la isla de las maravillas és un cartell publicitari del Patronat Nacional de Turisme realitzat per Josep Renau del 1929. Es tracta d'una litografia dedicada a les Illes Balears, on amb tonalitats ocres i rosa, es representen vaixells i muntanyes. El 2016, la Unió Europea seleccionà el cartell com una de les quinze obres més representatives de l'art espanyol.